# Anthony Provenzano
Anthony Provenzano (7 de maio de 1917 - 12 de dezembro de 1988), também conhecido como Tony Pro, foi um caporegime da Família Genovese, facção de Nova Jersey. Provenzano era conhecido pela sua associação ao director do Sindicato Teamsters, Jimmy Hoffa, tendo sido presidente de uma secção do sindicato (Local 560) em Union City, Nova Jersey.

## Vida
Provenzano nasceu a 7 de maio de 1917, no Lower East Side de Manhattan, o quarto de seis filhos dos imigrantes sicilianos Rosario e Josephine Provenzano. Aos 15 anos, ele deixou a Escola Pública 114 e foi trabalhar como ajudante HP Welch Trucking Company. Três anos depois, iniciou-se como motorista. Provenzano foi contratado pelo Local 560 como agente comercial entre 1948 e 1958, como presidente entre 1958 e maio de 1966 e como tesoureiro entre 24 de novembro de 1975 e junho de 1978.

## Carreira
Em Junho de 1961, o tesoureiro do Local 560, Anthony Castellito, viajou ao norte do estado de Nova Iorque para se encontrar com Salvatore Briguglio, um agiota associado à máfia. Segundo relatos do governo federal, Briguglio e Harold Konigsberg teriam assassinado Castellito. Posteriormente, em Agosto de 1961, o irmão de Provenzano, Salvatore, foi nomeado para o cargo de administrador anteriormente ocupado por Castellitto. Briguglio foi nomeado para o cargo de Agente de Negócios em Setembro de 1961. O outro irmão de Provenzano, Nunzio, foi nomeado para o cargo de Agente de Negócios em Fevereiro de 1963.  
Em 15 de Novembro de 1960, Provenzano foi indiciado por extorsão no Distrito de Nova Jersey, devido a ter, entre 1952 e 1959, pedido e recebido subornos da Dorn Transportation Company para "paz no trabalho", tendo sido condenado a 12 de Julho de 1963 a uma pena de sete anos de prisão. Desta pena cumpriu 4 anos e meio, entre Maio de 1966 e 1970. Embora Provenzano tivesse sido próximo ao director do Sindicato Teamsters, Jimmy Hoffa, eles ficaram inimigos após uma luta quando ambos estavam na prisão federal de Lewisburg, Pensilvânia.
Em 30 de Julho de 1975, Hoffa desapareceu depois de ir a um restaurante para reunir com Provenzano e Anthony Giacalone. Dez semanas após o desaparecimento de Hoffa, o presidente Richard Nixon fez sua primeira aparição pública desde sua renúncia, durante a qual jogou golfe com Frank Fitzsimmons e Provenzano.
A 9 de Dezembro de 1975, Provenzano foi indiciado no Distrito Sul de Nova York, juntamente com Anthony Provenzano, Anthony Bentro e Lawrence Paladino, por conspiração para violar uma lei anti-corrupção por um empréstimo no montante de 2,3 milhões de dólares  do fundo de pensões dos Utica Teamsters para a renovação do Hotel Woodstock. Foi condenado em Julho de 1978 e sentenciado a quatro anos de prisão. Em 23 de Junho de 1976, Provenzano foi indiciado no Condado de Ulster, Nova York, juntamente com Briguglio e Konigsberg, por acusações de conspiração e assassinato em ligação à morte de Anthony Castellitto em 1961. A 14 de junho de 1978, Provenzano foi condenado por assassinato e condenado à prisão perpétua em Kingston, Nova York. Em 22 de Fevereiro de 1979, Provenzano foi indiciado no Distrito de Nova Jersey, juntamente com Gabriel Briguglio, Stephen e Thomas Andretta e Ralph Pellecchia por acusações no âmbito da lei RICO. Foi condenado a 25 de Maio de 1979 e sentenciado a 20 anos de prisão em 10 de Julho de 1979.

## Morte
Em 12 de Dezembro de 1988, Provenzano morreu de ataque cardíaco na Penitenciária Federal de Lompoc, em Lompoc, Califórnia, com 71 anos. Um mês antes de sua morte, ele foi tratado por insuficiência cardíaca congestiva. Foi sepultado no cemitério de St. Joseph em Hackensack, Nova Jersey. Deixou os seus bens à sua segunda esposa, a franco-canadiana Marie-Paule Migneron Provenzano. 

## Na cultura popular
Ele foi interpretado por Stephen Graham no filme de Martin Scorsese em 2019, The Irishman.